# Explorer S-1
Explorer S-1 – amerykański satelita, który miał być oznaczony jako Explorer 7, jednak jego start nie udał się. Rakieta i statek zostały zniszczone ze względów bezpieczeństwa po tym, jak 5,5 sekundy po starcie utracono nad rakietą kontrolę.